# Lokata dwuwalutowa
Lokata dwuwalutowa – nazywana też Dual Currency Deposit, jest formą lokowania wolnych środków pieniężnych opartą na pochodnych instrumentach finansowych (opcjach walutowych). Jest to połączenie lokaty z transakcją terminową dotyczącą danej pary walut.

## Cechy charakterystyczne
- minimalną kwotą lokaty wynikającą z konieczności operowania na rynku międzybankowym jest 100.000 zł (lub ich równowartość w innych walutach), choć w ofertach niektórych banków lokaty dwuwalutowe są dostępne już od 25.000 zł
- zakładana na ustalony okres przeważnie od dwóch tygodni do 1 roku,
- wkład wnoszony w walucie bazowej z możliwością wypłaty w określonej walucie wymiany,
- umowa zawiera kwotę lokaty i oprocentowanie oraz początkowy kurs wymiany między dwoma walutami,
- oprocentowanie wyższe niż w tradycyjnych lokatach. Składa się z oprocentowania zdeponowanej lokaty terminowej oraz otrzymanej premii za ryzyko, tzw. premii opcyjnej pomniejszonej o marżę bankową.

Przewalutowanie odbywa się w momencie, gdy dojdzie do przekroczenia ustalonego w dniu złożenia depozytu kursu walutowego. Wówczas wartość kapitału zwróconego składającemu taki depozyt będzie mniejsza niż jego wartość rynkowa na dzień dokonania takiego przewalutowania. Wysokość gwarantowanych odsetek jest uzależniona od prawdopodobieństwa realizacji takiego przewalutowania. Im większe prawdopodobieństwo, tym wyższa wartość odsetek gwarantowanych. Prawdopodobieństwo to jest uzależnione od kursu walutowego, na który umawiają się bank i klient w momencie złożenia depozytu. Jeżeli zaś nie dojdzie do przekroczenia ustalonego w dniu złożenia depozytu kursu walutowego kapitał jest wypłacany w walucie, w której został złożony. Odsetki niezależnie od kursu są wypłacane w walucie, w której depozyt został złożony.
Lokata ta pozwala uzyskać wyższe odsetki niż tradycyjne lokaty, ale wiąże się też z nieograniczonym ryzykiem walutowym, czyli niemożliwością przewidzenia kształtowania się kursu wymiany między walutą bazową a alternatywną w okresie trwania lokaty. Zatem można osiągnąć zysk, jak i również ponieść stratę, w przypadku niepokrycia przez odsetki strat na zainwestowanym kapitale.